# Mid-Century Modern
Mid-Century Modern è una serie televisiva statunitense del 2025 creata da Max Mutchnick e David Kohan e distribuita su Hulu.

## Trama
Dopo la morte del loro amico George, tre uomini gay di mezz'età – Bunny, Jerry e Arthur – decidono di andare a vivere insieme nella casa di Bunny a Palm Springs.

## Produzione
Nell'agosto 2024 è stato annunciato che Nathan Lane, Matt Bomer, Nathan Lee Graham e Linda Lavin avrebbero recitato insieme in una sitcom. Lavin è morta durante le riprese, dopo aver completato il suo settimo episodio; alcune delle sue scene nel quarto episodio sono state montate nell'ottavo e l'attrice compare quindi in un totale di otto delle dieci puntate della prima stagione.

## Distribuzione
L'intera stagione è stata distribuita su Hulu il 28 marzo 2025. A livello internazionale è stata distribuita su Disney+.

## Accoglienza
La serie è stata accolta positivamente dalla critica. L'aggregatore di recensioni Rotten Tomatoes riporta un indice di gradimento dell'89%.